# Райнер Функ
Райнер Функ (на немски: Rainer Funk) е германски психоаналитик, правен носител на литературното наследство на Ерих Фром.

## Биография
Роден е на 18 февруари 1943 година в Тюбинген, Германия. Учи философия и теология. През 1977 г. защитава докторска дисертация на тема етиката на Ерих Фром. От 1974 до 1980 г. е помощник на Ерих Фром и след неговата смърт през 1980 г. става правен носител на литературното му наследство. През годините след смъртта му, Функ издава няколко непубликувани ръкописа на Фром, както и подготвя събрани произведения на Ерих Фром и управлява Международното общество „Ерих Фром“.
В допълнение към академичните си дейности Райнер Функ има психоаналитична практика в дома си в Тюбинген. Той е женен и има двама сина. Член е на консултативния съвет на списанието за книги „Latenz“. От есента на 2016 г. оглавява Изследователски център „Ерих Фром“ към Международния психоаналитичен университет в Берлин заедно с Томас Кюн.